# Свайный фундамент

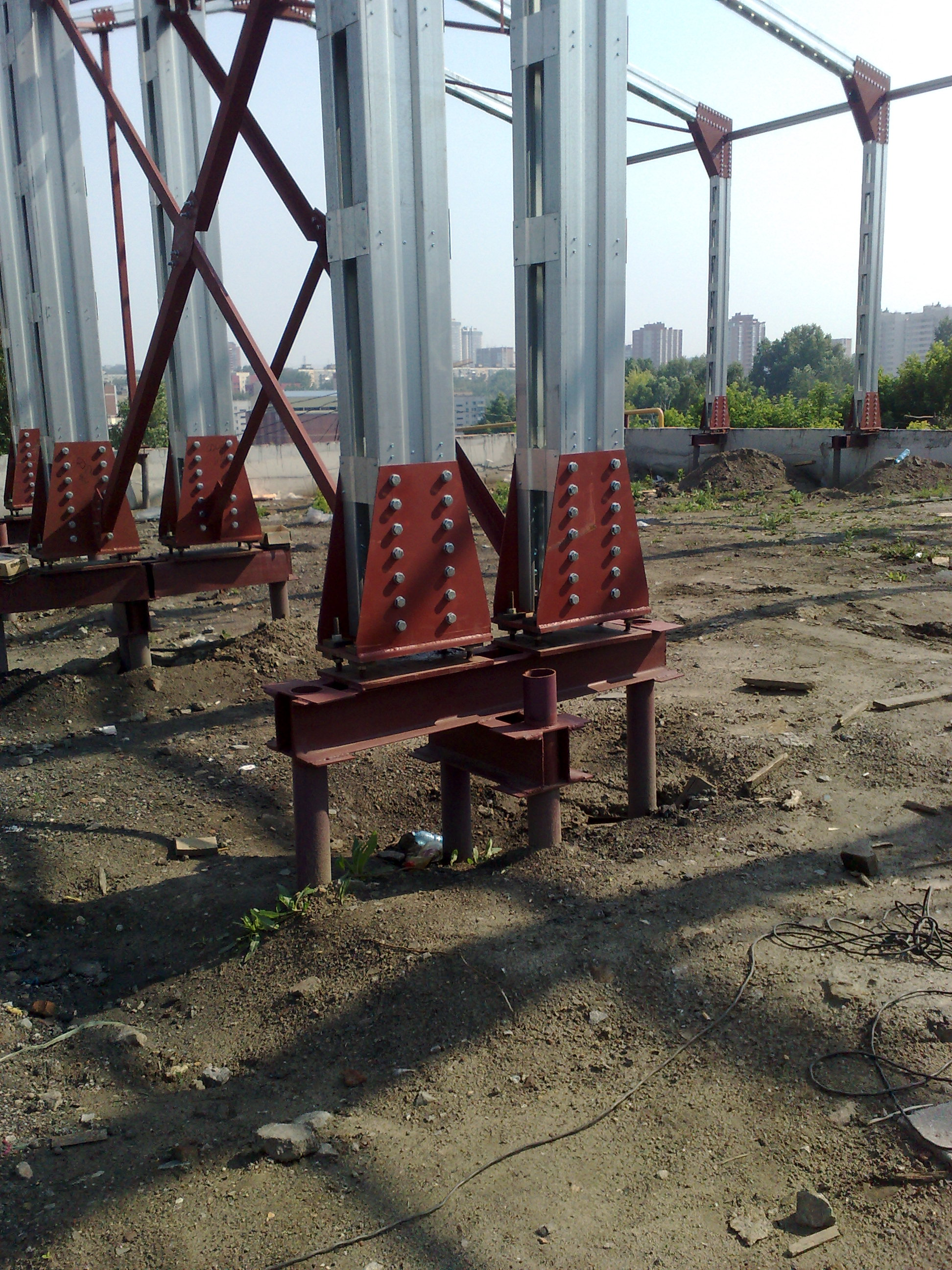
Четырёхсвайный стальной ростверк

Свайный фундамент — тип фундамента, спроектированный и построенный с совместной работой свай, в котором сваи воспринимают полностью или частично нагрузки от подземной и/или надземной части здания или сооружения и передают их на грунт. Свайные фундаменты позволяют снизить стоимость устройства подземной части здания, которое составляет до 25 % от общей стоимости строительства объекта, и применяются обычно в случаях, если грунты основания являются насыпью большой мощности, илистыми отложениями, связными грунтами в текучем и текуче-пластичном состоянии и т. д.

## Применение свайных фундаментов и расположение свай под ними
Свайные фундаменты проектируются на основе и с учётом:
- результатов инженерных изысканий для строительства;
- сведений о сейсмичности района строительства;
- данных, характеризующих назначение, конструктивные и технологические особенности сооружения и условия их эксплуатации;
- нагрузок, действующих на фундаменты;
- условий существующей застройки и влияния на неё нового строительства;
- экологических требований;
- технико-экономического сравнения возможных вариантов проектных решений;
- геоподосновой или инженерной цифровой модели местности (ИЦММ) с отображением подземных и надземных сооружений и коммуникаций;
- технических условий, выданных всеми уполномоченными заинтересованными организациями.

Сваи могут располагаться с переменным или с постоянным в плане шагом.
Сваи применяются для прорезки залегающих с поверхности слабых слоёв грунта и передачи действующих нагрузок на лежащие ниже слои грунта, обладающие более высокими механическими показателями.
Свайные фундаменты глубокого заложения используются, если:
1. грунты основания с достаточной несущей способностью расположены значительно ниже отметки поверхности;
2. строение очень тяжёлое (небоскрёб, мост) и увеличение размеров фундаментов нецелесообразно по экономическим, практическим и другим причинам.

Сваи могут располагаться как по одной (односвайный фундамент), так и кучно на расстоянии друг от друга в (3—8)d, где d — диаметр или сторона сваи, работая совместно в количестве 3—9 штук, образуя «свайный куст», при большем количестве — «свайное поле».
Односвайные фундаменты с нагрузкой на фундамент до 75 т эффективны в прочных грунтах.

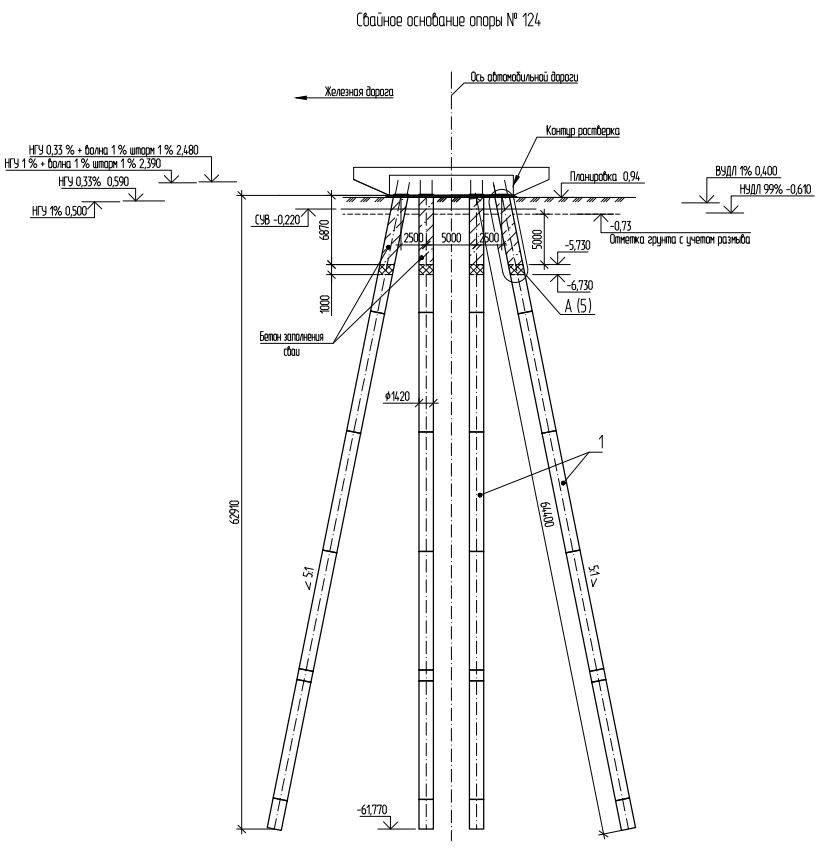
Свайный фундамент: ростверк на прямых и наклонных сваях для создания «условного фундамента» под концами свай

Сваи применяются совместно с отдельными столбчатыми фундаментами, ленточными фундаментами, с ростверками, в качестве которых могут служить небольшие плиты или перекрёстные ленты, и с фундаментными плитам. Сваи совместно с плитами образуют так называемый комбинированный свайно-плитный фундамент (КСПФ), он сочетает сопротивление любых типов свай и плиты, применяется для уменьшения общей и неравномерной осадки зданий и сооружений. Сваи могут располагаться с переменным или с постоянным в плане шагом.

## Свайные фундаменты сооружений, возводимых на вечномёрзлых грунтах
Свайные фундаменты сооружений, возводимых на вечномёрзлых грунтах.

## Опоры сооружений, возводимых на континентальном шельфе
Опоры морских нефтепромысловых и других сооружений, возводимых на шельфе и континентальном шельфе России сооружаются по типу свайного фундамента.

## Расчёт свайного фундамента
Расчёт свайных фундаментов (как и свай) по деформациям производится исходя из условия, что осадка здания должна быть менее нормативного предельно допустимого значения, при этом используется метод послойного суммирования, при котором осадка грунта под действием нагрузки от сооружения определяется как сумма осадок элементарных слоёв грунта такой толщины, для которых можно без большой погрешности принять при расчётах средние значения действующих напряжений и средние значения коэффициентов, характеризующих эти грунты. Недостаток данного метода — отсутствие взаимного влияния свай в кусте.

### Нормативная
Стандарт организации
- . СТО НОСТРОЙ 2.29.108-2013 // Мостовые сооружения. Устройство фундаментов мостов. Часть 2. Устройство свайных фундаментов (с Изменением N 1, с Поправкой). — 2013.
- . СТО 36554501-054-2017 // Проектирование и устройство свайных фундаментов с противопучинной оболочкой ОСПТ «Reline». — М.: ОАО «НИЦ «Строительство», 2017.
- . СТО 36554501-018-2009 // Проектирование и устройство свайных фундаментов и упрочненных оснований из набивных свай в пробитых скважинах. — ОАО «НИЦ «Строительство», 2009.

Свод правил
- СП 24.13330.2011 // Свайные фундаменты. Актуализированная редакция СНиП 2.02.03-85 / Институт АО «НИЦ «Строительство» (НИИОСП имени Н. М. Герсеванова). — М., 2011.
- СП 45.13330.2017 Земляные сооружения, основания и фундаменты. Актуализированная редакция СНиП 3.02.01-87.
- СП 50-102-2003 // Проектирование и устройство свайных фундаментов. — М.: ГУП НИИОСП имени Н. М. Герсеванова, 2003.
- СП 412.1325800.2018 // Конструкции фундаментов высотных зданий и сооружений. Правила производства работ. — Внесено ТК 465 «Строительство», выполнено ОАО «НИЦ «Строительство», 2018.

Ведомственные строительные нормы
- ВСН 490-87 Минмонтажспецстрой СССР Проектирование и устройство свайных фундаментов и шпунтовых ограждений в условиях реконструкции промышленных предприятий и городской застройки.

Другое
- Руководство по проектированию свайных фундаментов.
- Руководство // по выбору проектных решений фундаментов. — М.: Стройиздат; ГУП НИИОСП имени Н. М. Герсеванова, НИИЭС, ЦНИИПроект Госстроя СССР, 1984. — 193 с. — 40 000 экз.
- Рекомендации // по применению полых конических свай повышенной несущей способности. В развитии требований СНиП 2.02.03-85 «Свайные фундаменты». — Пермский государственный технический университет при участии ГУП НИИОСП имени Н. М. Герсеванова, 1995.
- Рекомендации по устройству свайных фундаментов в вечномёрзлых грунтах.
- Руководство // по проектированию свайных фундаментов. — М.: Издательство литературы по строительству (ГУП «НИИ оснований и подземных сооружений» Госстроя СССР), 1971.
- Пособие по проектированию железобетонных ростверков свайных фундаментов под колонны зданий и сооружений (к СНиП 2.03.01-84) // . — 1984.
- Пособие по проектированию свайных фундаментов из забивных свай. ГУП «НИИ оснований и подземных сооружений» Госстроя СССР. — М.: Стройиздат, 1965.
- ТР 100-99 // Технические рекомендации по устройству фундаментов из буронабивных свай в условиях существующей застройки / ГУП «НИИМосстрой» при участии ГУ «Мосстройлицензия» и Управления развития генплана. — М., 1999. — 22 с. — 100 экз.
- Справочник базовых цен на проектные работы для строительства. Заглублённые сооружения и конструкции, водопонижение, противооползневые сооружения и мероприятия, свайные фундаменты.

### Техническая
- Пономарёв А. Б. и др. Раздел 9 «Проектирование свайных фундаментов» // Основания и фундаменты / Офрихтер В. Г., Клевеко В. И.. — учеб.-метод. пособие. — Пермь: ПНИПУ, 2015. — С. 143—195. — 318 с. — ISBN 978-5-398-01417-4.
- Хабибулин С. Ю., Хабибулина Н. Н. Численные исследования оптимальных размеров комбинированных свайных фундаментов // Modern high technologies : Журнал. — Йошкар-Ола: ФГБОУ ВО «Поволжский государственный технологический университет», 2018. — № 9. — С. 120—125.